# Белвю (Небраска)
Вижте пояснителната страница за други значения на Белвю.
Белвю (на английски: Bellevue) е град в щата Небраска, САЩ. Белвю е с население от 53 424 жители (по приблизителна оценка от 2017 г.), което го прави 3-ти по население в щата му. Площта му е 41,5 кв. км. Намира се в часова зона UTC-6 на 315 м н.в. Телефонният му код е 402. Получава статут на град през 1855 г.